# Waar is Wally?
Waar is Wally? (oorspronkelijk: Where's Wally?) is een populaire jeugdboekenserie getekend door de Engelsman Martin Handford. De serie is een van de bekendste "zoekboekenseries" ter wereld. Het eerste boek, getiteld "Where's Wally?", verscheen in 1987.

## Achtergrond
Elk boek berust op hetzelfde principe: op verschillende grote getekende platen moet een man teruggevonden worden: Wally. Dit wordt echter lastig door het feit dat de pagina's erg vol getekend zijn, en Wally derhalve vaak maar deels te zien is. Er bestaan makkelijkere "zoekboeken", waarbij alleen naar Wally gezocht kan worden, en moeilijkere, waarbij op drukkere platen ook naar andere dingen gezocht moet worden, zoals een sleutel en een bot. De boeken waren aanvankelijk alleen bedoeld voor kleine kinderen, maar de serie bleek ook bij volwassenen populair.
De tekeningen waarop de lezer Wally en de overige personages/voorwerpen moet zoeken spelen zich af op verschillende locaties, zoals echt bestaande plaatsen maar ook andere tijdperken of fantasiewerelden. Kenmerkend zijn de vele bizarre of opmerkelijke situaties die op deze tekeningen te zien zijn.
In totaal verschenen er zes boeken van de serie die tot de klassieke serie behoren. Daarnaast kwamen er verschillende kleinere boeken en speciale uitgaven uit, waaronder een stickerboek. Na de eerste twee delen groeide de serie sterk in populariteit.

## Figuren
In het eerste boek kon men oorspronkelijk alleen zoeken naar Wally. In de latere boeken werden er steeds meer figuren geïntroduceerd die op de platen gevonden kunnen worden. De personages zijn: 
- Wally - Een man met een stok en een bril. Zijn trui en muts zijn altijd geheel rood-witgestreept. Deze kleurencombinatie zorgt er doorgaans voor dat het zoeken moeilijker wordt. Daarnaast draagt hij altijd een blauwe spijkerbroek. Wally is meestal ook de figuur die de plaat introduceert en in het boek uitleg geeft wat er gezocht moet worden.
- Wenda - De vriendin van Wally. Ook zij is vrijwel geheel in het rood-witgestreept, al draagt zij een spijkerrok in plaats van een broek. Wenda verschijnt voor het eerst in het Posterboek, dat niet tot de klassieke serie behoort, uit 1991.
- Tovenaar Wittebaard - Een tovenaar met een grote witte baard die hij over de grond mee sleept, een rood gewaad, een blauwe punthoed en een rood-wit-blauwe stok. Hij werd voor het eerst geïntroduceerd in het derde Wallyboek, The Fantastic Journey (De fantastische reis) uit 1989, waarin hij Wally mee op reis neemt om hem op zoek te laten gaan naar zichzelf. Sindsdien komt hij in elk boek van Wally voor. Het is dankzij zijn magie dat Wally andere tijden en fantasiewerelden kan bezoeken.
- Woef, de hond van Wenda. Ook hij heeft een rood-wit gestreepte trui aan en muts op. Meestal is alleen zijn staart te zien. Woef wordt in The Ultimate Fun Book uit 1990 geïntroduceerd.
- Yllaw of G. Spuis, de tegenpool en aartsvijand van Wally (Yllaw is Wally achterstevoren gespeld). Yllaw is altijd zwart-geelgestreept gekleed, en hij heeft een zwarte snor. Yllaw wordt, net als Wenda, geïntroduceerd in het posterboek uit 1990. In Nederlandse versies van 'Waar is Wally' heet dit figuur G. Spuis.
- De Wally-fanclub - Een club bestaande uit kinderen die ongeveer hetzelfde gekleed zijn als Wally, en hem eveneens proberen te zoeken op de tekening.

In het zesde deel kon voor het eerst naar al deze personages worden gezocht. Later verschenen van de eerste vijf boeken nog speciale edities, waarin de andere personages naast Wally alsnog in de tekeningen zijn verwerkt.

### Voorwerpen
Van de meeste karakters moeten in de tekeningen ook bijbehorende voorwerpen gevonden worden op de platen. Dit zijn:
- De sleutel, de boeken of het bolletje van de muts van Wally;
- Het bot van woef;
- Het fototoestel van Wenda;
- De perkamentrol van Tovenaar Wittebaard;
- De verrekijker van Yllaw/ G. Spuis.

## Spin-offs
- In 1991 verscheen in de Verenigde Staten de animatieserie Where's Waldo?, gebaseerd op de boeken (Wally wordt in Amerika steevast vertaald naar Waldo). Townsend Coleman deed de stem van Wally. De serie werd geproduceerd door CBS en DiC.
- Er bestaan meerdere computerspellen gebaseerd op de boeken, zoals:
  - Where's Waldo?
  - The Great Waldo Search
  - Where's Waldo at the Circus
  - Where's Waldo?: Exploring Geography
- Midden jaren negentig werd de boekenserie omgezet in een krantenstrip/puzzel.
- Plannen voor een film gebaseerd op de boeken bestaan al geruime tijd, maar zijn tot nu toe nog niet uitgevoerd. Nickelodeon toonde in 2005 interesse in zo'n film, maar ook deze plannen werden voortijdig gestaakt.
- Er bestaan verschillende Wally-merchandiseproducten, zoals kussenslopen, posters en schoolspullen.
- In maart 2022 bracht Walt Disney de boeken Waar is Mickey? en Waar is Dagobert? uit, Disney-versies van Waar is Wally? waarin niet naar Wally, maar naar Mickey en Dagobert moet worden gezocht. In 2023 kwamen ook hier nog Waar is Donald en Waar zijn je helden bij, waarin naar Donald Duck en naar andere helden uit klassieke Disneyfilms gezocht moet worden.

## Trivia

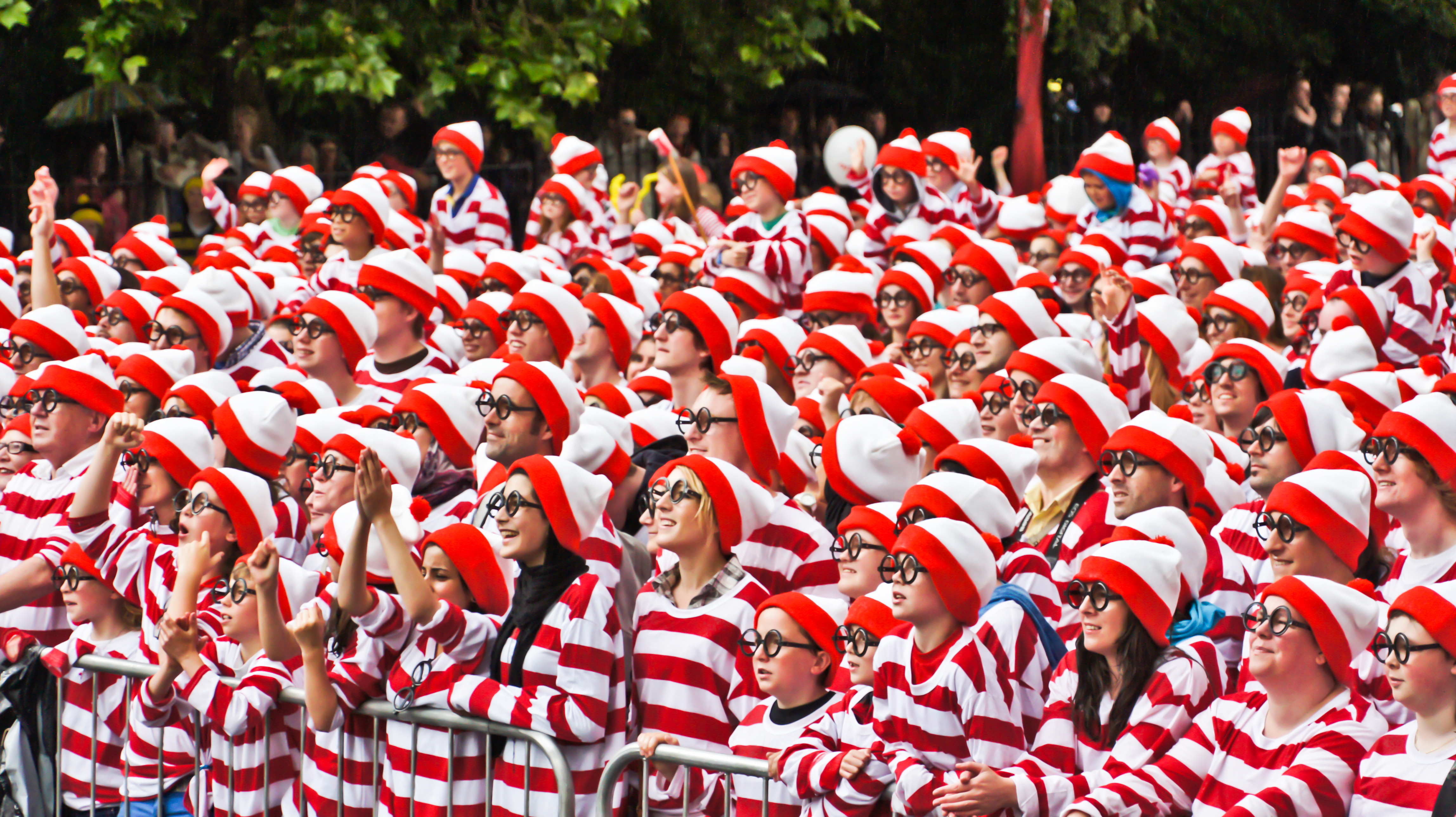
Wereldrecord verkleed-gaan-als-Wally in 2011, Merrion Square, Dublin.

- In de Verenigde Staten is het eerste deel van de serie op een lijst met controversiële boeken komen te staan omdat op een zoekplaat op het strand de ontblote borsten van een vrouw te zien zijn.[1]
- Op 19 juni 2011 werd in Dublin, Ierland in Merrion Square het wereldrecord verkleed-gaan-als-Wally verbroken. In totaal kwamen  er 3872 mensen bij elkaar. Het verpulverde daarmee het oude record uit 2009 toen 1052 studenten en medewerkers van de Rutgers University in New Brunswick verkleed als Wally samenkwamen.
- Referenties naar de boeken en het personage Wally komen voor in veel films en televisieseries. Zo heeft Wally zelf een paar keer een cameo in een film, waaronder in Naked Gun 33⅓: The Final Insult en Asterix & Obelix: missie Cleopatra.
- De zelfklevers van Rode Kruis Vlaanderen van 2012 zijn gebaseerd op deze boeken.